# Луций Фульвий Гавий Нумизий Эмилиан
Луций Фульвий Гавий Нумизий Эмилиан (лат. Lucius Fulvius Gavius Numisius Aemilianus) — римский политический деятель и сенатор середины III века.

## Биография
Эмилиан принадлежал к италийскому патрицианскому роду, который приблизительно с I века стал родственным фамилии Бруттиев. Его отцом был консул 206 года Луций Фульвий Гавий Нумизий Петроний Эмилиан.
Эмилиан занимал должность квестора, будучи кандидатом от императора, а также был претором. В эпоху правления Александра Севера он находился на посту сборщика налогов в транспаданских областях. Между 223 и 235 годом Эмилиан был консулом-суффектом. В 249 году он занимал должность ординарного консула с Луцием Невием Аквилином. Также Эмилиан был понтификом.
Ранее предполагалось, что не Нумизий, а его брат Фульвий Эмилиан во второй раз был консулом в 249 году. Однако считается невозможным, что Эмилиан всего за шесть лет два раза становился ординарным консулом.